# Greatest Hits (album de Blink-182)
Pour les articles homonymes, voir Greatest Hits.
Albums de Blink-182
Blink-182
(2003) Neighborhoods
(2011)
Singles
1. Not Now
Sortie : 28 novembre 2005

Greatest Hits est la première compilation musicale du groupe californien Blink-182. Elle est sortie le 1er novembre 2005, quelques mois après la séparation du groupe. Le même jour est également sorti un DVD musical avec le même nom et la même pochette. Le DVD inclus en plus la plupart des clips du groupe.
Le titre Carousel n'était pas présent dans la liste originelle, mais après de nombreuses plaintes des fans, soulignant qu'il s'agit d'un des titres les plus connus du groupe, la chanson a été rajoutée.

## Liste des pistes
| Greatest Hits | Greatest Hits               | Greatest Hits | Greatest Hits                                            | Greatest Hits | Greatest Hits | Greatest Hits | Greatest Hits | Greatest Hits | Greatest Hits |
| No            | Titre                       | Auteur        | Album d'origine                                          | Durée         |               |               |               |               |               |
| ------------- | --------------------------- | ------------- | -------------------------------------------------------- | ------------- | ------------- | ------------- | ------------- | ------------- | ------------- |
| 1.            | Carousel                    | Blink-182     | Cheshire Cat                                             | 2:20          |               |               |               |               |               |
| 2.            | M+M's                       | Blink-182     | Cheshire Cat                                             | 2:35          |               |               |               |               |               |
| 3.            | Dammit                      | Blink-182     | Dude Ranch                                               | 2:46          |               |               |               |               |               |
| 4.            | Josie                       | Blink-182     | Dude Ranch                                               | 3:05          |               |               |               |               |               |
| 5.            | What's My Age Again?        | Blink-182     | Enema of the State                                       | 2:29          |               |               |               |               |               |
| 6.            | All the Small Things        | Blink-182     | Enema of the State                                       | 2:51          |               |               |               |               |               |
| 7.            | Adam's Song                 | Blink-182     | Enema of the State                                       | 4:07          |               |               |               |               |               |
| 8.            | Man Overboard               | Blink-182     | The Mark, Tom, and Travis Show (The Enema Strikes Back!) | 2:46          |               |               |               |               |               |
| 9.            | The Rock Show               | Blink-182     | Take Off Your Pants and Jacket                           | 2:51          |               |               |               |               |               |
| 10.           | First Date                  | Blink-182     | Take Off Your Pants and Jacket                           | 2:51          |               |               |               |               |               |
| 11.           | Stay Together for the Kids  | Blink-182     | Take Off Your Pants and Jacket                           | 3:52          |               |               |               |               |               |
| 12.           | Feeling This                | Blink-182     | Blink-182                                                | 2:53          |               |               |               |               |               |
| 13.           | I Miss You                  | Blink-182     | Blink-182                                                | 3:47          |               |               |               |               |               |
| 14.           | Down                        | Blink-182     | Blink-182                                                | 3:13          |               |               |               |               |               |
| 15.           | Always                      | Blink-182     | Blink-182                                                | 4:17          |               |               |               |               |               |
| 16.           | Not Now                     | Blink-182     | I Miss You                                               | 4:23          |               |               |               |               |               |
| 17.           | Another Girl Another Planet | The Only Ones | Inédit                                                   | 2:42          |               |               |               |               |               |
| 54:35         |                             |               |                                                          |               |               |               |               |               |               |

| 18. | Alien Exists (Live à Los Angeles) | Blink-182 | 3:13 |

| 18. | I Won't Be Home for Christmas | Blink-182 | 3:17 |
| 19. | Go (Session à BBC Radio 1)    | Blink-182 | 1:51 |

| 18. | I Won't Be Home for Christmas   | Blink-182 | 3:17 |
| 19. | Don't Tell Me It's Over         | Blink-182 | 2:33 |
| 20. | I Miss You (Live à Minneapolis) | Blink-182 | 3:58 |

## Liste des pistes sur le DVD (Édition DeLuxe)
Sur scène
1. What's My Age Again? (Live à Chicago - 2001)
2. Anthem Part II (Live à Chicago - 2001)
3. Carousel (Live à Chicago - 2001)

Hors scène
1. Feeling This (Making-of)
2. I Miss You (Making-of)
3. Down (Enregistrement de l'album Blink-182 et du clip de la chanson Down)

## Collaborateurs
Blink-182
- Tom DeLonge — Chant, Guitare
- Mark Hoppus — Chant, Basse
- Scott Raynor — Batterie, pistes 1 à 4
- Travis Barker — Batterie, pistes 5 à 17

Invités
- Robert Joseph Manning Jr. — Claviers

Production
- O pour les chants extraits de l'album Cheshire Cat.
- Mark Trombino pour les chants extraits de l'album Dude Ranch et pour I Won't Be Home for Chistmas.
- Jerry Finn pour les chants extraits des albums Enema of the State', The Mark, Tom, and Travis Show (The Enema Strikes Back!), Take Off Your Pants and Jacket, Blink-182 ainsi que le titre Not Now.
- Blink-182 pour le titre Another Girl Another Planet.

Dirigé par
- Brian Gardner

## Certifications
| Pays                  | Certification |
| --------------------- | ------------- |
| Australie (ARIA)      | 3 × Platine   |
| Canada (Music Canada) | Platine       |
| Italie (FIMI)         | Or            |
| Royaume-Uni (BPI)     | 2 × Platine   |